# Aardappelschrapmachine
Een aardappelschrapmachine of aardappelschilmachine is een apparaat in de keuken voor het mechanisch verwijderen van de schil van een aardappel.
De bodem van een aardappelschrapmachine bestaat uit een metalen plaat met daarop een korrelige structuur, zoals van schuurpapier. Door deze plaat te laten roteren worden de aardappels ontdaan van de schil. Met water dat in de machine aanwezig is wordt de afvoer van het schraapsel geregeld. Omdat pitten of spruitrestanten niet altijd goed worden meeverwijderd, moeten die nog met een aardappelschilmesje of ontpitmesje verwijderd.
Aardappelschrapmachines worden vooral gebruikt in een commerciële omgeving, in restaurants, cateringbedrijven of fabrikanten van salades.